# トゥンブク郡

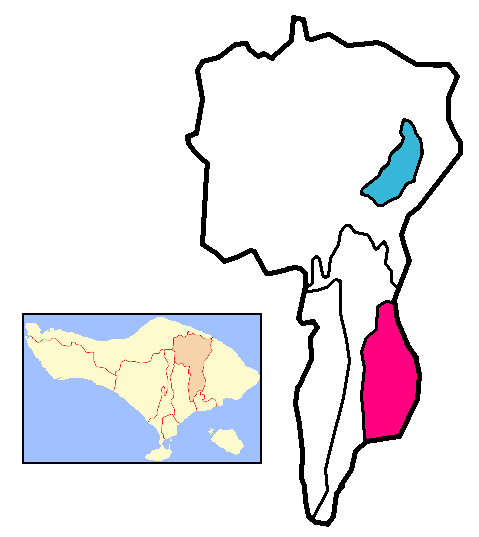
トゥンブク郡の位置

トゥンブク郡 (トゥンブクぐん、Kecamatan Tembuku) は、インドネシア共和国バリ州バンリ県南東部の郡。6村から成る。バリ島南斜面の一般的な特徴である、北から南に流れる深い谷と、その間に南北に続く舌状台地、その台地の上を走る南北の道路をこの郡も持つが、谷を越えながら郡を東西に横切る道路がバンリとブサキ寺院を結んでおり、観光ルートとなっている。

## 隣接自治体
- バンリ県
  - バンリ郡
  - キンタマーニ郡
- カランガスム県
  - ルンダン郡
- クルンクン県
  - バンジャランカン郡

## 地域
- トゥンブク村
- バンバン村
- ジェヘム村
- プニンジョアン村
- ウンディサン村
- ヤガピ村